# Associação Norte-Coreana de Hóquei no Gelo
A Associação Norte-Coreana de Hóquei no Gelo é o órgão que dirige e controla o hóquei no gelo da República Popular Democrática da Coreia, comandando as competições nacionais e a seleção nacional.